# Spirituali militum curae
Die apostolische Konstitution Spirituali militum curae  für die Ordnung der katholischen Militärseelsorge und der katholischen Militärordinariate bzw. Militärdiözesen wurde von Papst Johannes Paul II. am 21. April 1986 promulgiert.

## Zielsetzung
Bis zur Inkraftsetzung  dieser apostolischen Konstitution lagen die vollen bischöflichen Rechte für die Militärseelsorge beim Papst. Der für die Militärseelsorge verantwortliche Bischof war als päpstlicher Vikar für diesen Bereich tätig. Mit der Neuregelung konnte der Militärbischof als  Militärordinarius ernannt werden, der in seinen Rechten einem Diözesanbischof gleichgestellt ist.
Die von den Konzilsvätern des Zweiten Vatikanischen Konzils beschlossenen Dokumente Christus Dominus und Lumen gentium, Gaudium et spes bildeten die Grundlage für diese Konstitution. Das Konzil hatte den Willen geäußert, dass ein Militärvikariat eingerichtet werden solle, denn die Seelsorge an Soldaten sei ein wichtiger Dienst der Kirche. Deshalb sollten mit dieser Konstitution und in Einvernehmen mit den Ortsbischöfen die Militärsekretariate eingerichtet und eine rechtliche Neuregelung des Militärseelsorgerechtes geschaffen werden.